# Runcorn and Helsby
Circonscription parlementaire de la Chambre des communes
Runcorn and Helsby est une circonscription électorale anglaise créée en 2024, située dans le Cheshire et représentée à la Chambre des communes du Parlement britannique par Sarah Pochin.

## Géographie
La circonscription comprend Helsby, Frodsham et une partie d'Halton, qui appartenaient à l'ancienne circonscription de Weaver Vale. Elle est également formée de Runcorn, partie de l'ancienne circonscription d'Halton, d'Elton, partie de l'ancienne circonscription d'Ellesmere Port et Neston, et de Guilden Sutton, partie de l'ancienne circonscription de la Cité de Chester.

## Membres du Parlement
| Élection | Élection | Membre        | Parti        | Portrait |
| -------- | -------- | ------------- | ------------ | -------- |
|          | 2024     | Mike Amesbury | Travailliste |          |
|          | 2025     | Sarah Pochin  | Reform UK    |          |

## Résultats électoraux
| Parti         | Parti                                | Candidat                             | Voix   | %     | ±       |
| ------------- | ------------------------------------ | ------------------------------------ | ------ | ----- | ------- |
|               | Reform UK                            | Sarah Pochin                         | 12 645 | 38,7  | +20.6   |
|               | Travailliste                         | Karen Shore                          | 12 639 | 38,7  | −14,2   |
|               | Conservateur                         | Sean Houlston                        | 2 341  | 7,2   | −8,8    |
|               | Vert                                 | Chris Copeman                        | 2 314  | 7,1   | +0,7    |
|               | Libéraux démocrates                  | Paul Duffy                           | 942    | 2,9   | −2,2    |
|               | Libéral                              | Dan Clarke                           | 454    | 1,4   | +0,3    |
|               | Indépendant                          | Michael Williams                     | 363    | 1,1   | Nouveau |
|               | Indépendant                          | Alan McKie                           | 269    | 0,8   | Nouveau |
|               | Travailleurs britanniques            | Peter Ford                           | 164    | 0,5   | Nouveau |
|               | Rejoindre l'UE                       | John Stevens                         | 129    | 0,4   | Nouveau |
|               | Monster Raving Loony                 | Howling Laud Hope                    | 128    | 0,4   | Nouveau |
|               | Démocrates anglais                   | Catherine Blaiklock                  | 95     | 0,3   | Nouveau |
|               | SDP                                  | Paul Murphy                          | 68     | 0,2   | Nouveau |
|               | Volt Royaume-Uni                     | Jason Hughes                         | 54     | 0,2   | Nouveau |
|               | Constitution anglaise                | Graham Moore                         | 50     | 0,2   | Nouveau |
| Majorité      | Majorité                             | Majorité                             | 6      | 0,02  |         |
| Participation | Participation                        | Participation                        | 32 655 | 46,2  | −12,5   |
|               | Reform UK vainqueur sur Travailliste | Reform UK vainqueur sur Travailliste | Swing  | +17,4 |         |

| Parti         | Parti                | Candidat             | Voix   | %    | ±       |
| ------------- | -------------------- | -------------------- | ------ | ---- | ------- |
|               | Travailliste         | Mike Amesbury        | 22 358 | 52,9 | +4,1    |
|               | Reform UK            | Jason Moorcroft      | 7 662  | 18,1 | +13,3   |
|               | Conservateur         | Jade Marsden         | 6 756  | 16,0 | −20,8   |
|               | Vert                 | Chris Copeman        | 2 715  | 6,4  | +3,5    |
|               | Libéraux démocrates  | Chris Rowe           | 2 149  | 5,1  | −1,6    |
|               | Libéral              | Danny Clarke         | 479    | 1,1  | Nouveau |
|               | SDP                  | Paul Murphy          | 116    | 0,3  | Nouveau |
| Majorité      | Majorité             | Majorité             | 14 696 | 34,8 | +22,9   |
| Participation | Participation        | Participation        | 42 235 | 59,7 | −9,5    |
|               | Travailliste retenir | Travailliste retenir | Swing  | −4,6 |         |